# Villa Erlenburg
Die Villa Erlenburg befindet sich im Stadtteil Aigen im Stadtgebiet von Salzburg in der Gänsbrunnstraße 1. 
Die Villa wurde 1906 erbaut, Bauherr war der k.u.k. Oberst Guido Ehrler von Erlenburg, ausführender Architekt war Stadtbaumeister Wagner. Die Villa ist im italienischen Stil nach den Vorstellungen des Bauherrn errichtet. Die Villa steht oberhalb von zwei sich treffenden Straßen und ist nach der Hauptfront genau auf diesen Schnittpunkt nach Südwesten ausgerichtet.
Der Bau ist streng symmetrisch aufgebaut; die reich gegliederte Hauptfront besitzt einen dreiachsigen Mittelrisalit mit vorgesetztem Steinbalkon; zwei über Eck gestellte turmartige Seitenrisalite schließen die Hauptfront ab. Die Seitenteile sind durch risalitartige Rücksprünge gegliedert. Die Fenster im Erdgeschoß sind architraviert mit Schlussstein und im ersten Stock mit dekorativer Rahmung versehen. Über der Tür zur Terrasse befindet sich das Familienwappen derer von Erlenburg.
Am Haus sind zwei Figuren aus böhmischen Sandstein angebracht, an der Vorderfront, rechtsseitig eine Mutter Gottes mit Kind, an der Ostseite der Erzengel Michael; beide Plastiken stammen vom Prager Bildhauer Emanuel Max von Wachstein, Vater von Luise Ehrler von Erlenburg. Die rot eingedeckten Turmhelme der Seitenrisalite bilden mit dem Mansarddach einen deutlichen Kontrast zum Gelb der Hausfarbe. In den 1920er-Jahren wurden ehemals vorhandene Steinplastiken an Max Reinhardt für das Schloss Leopoldskron verkauft.
Die Villa liegt in einer großzügigen Parkanlage mit durchfließendem Gaisbergbach. Zum Ensemble gehört die Gänsbrunnkapelle, ein quadratischer Bildstock mit Vordach aus der Zeit um 1800.
In den letzten Jahren wurde die Villa umfassend renoviert. Sie wird von den Nachfahren des Erbauers bewohnt und ist öffentlich nicht zugänglich.

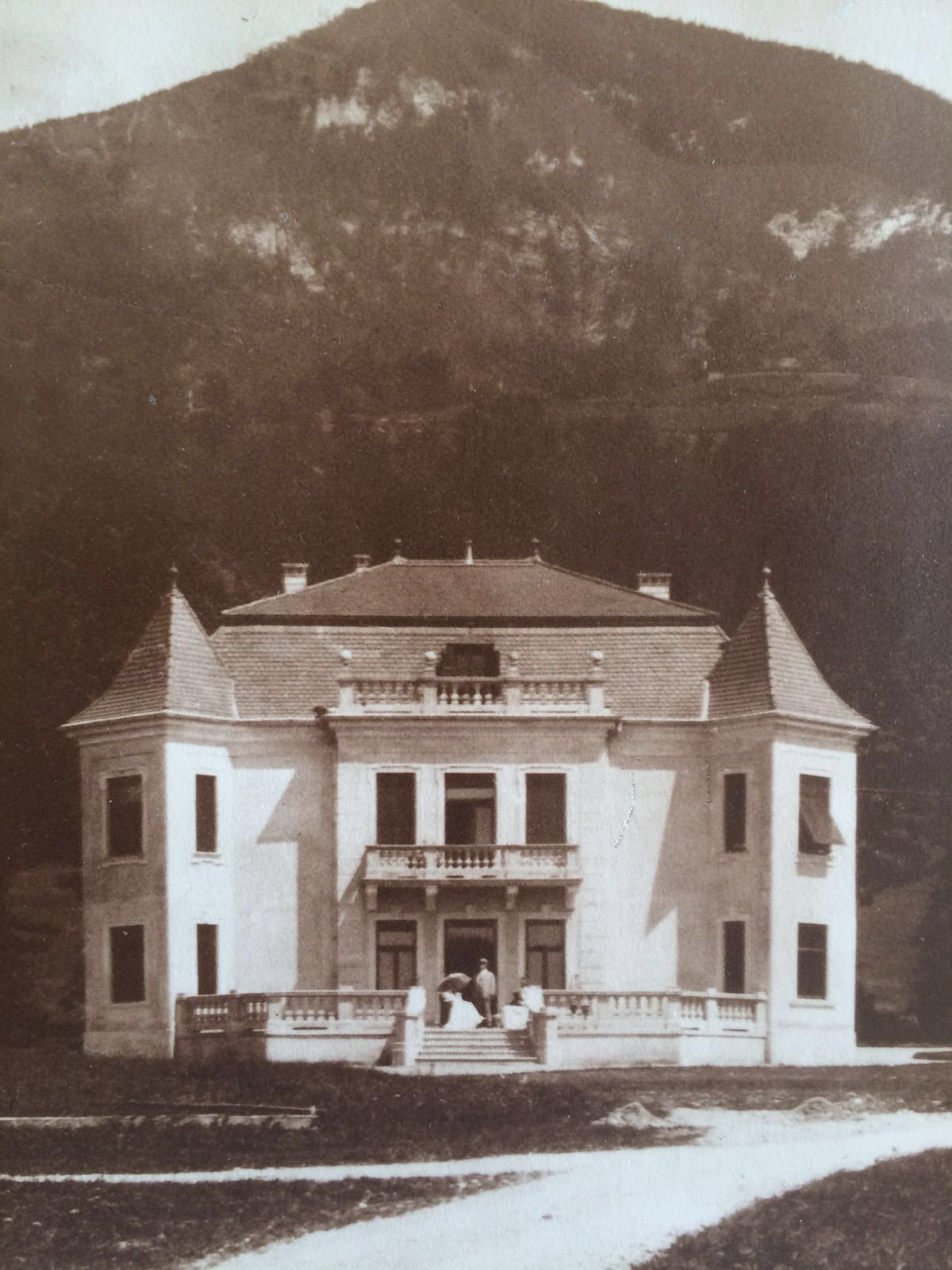
Villa Erlenburg kurz nach Fertigstellung 1906
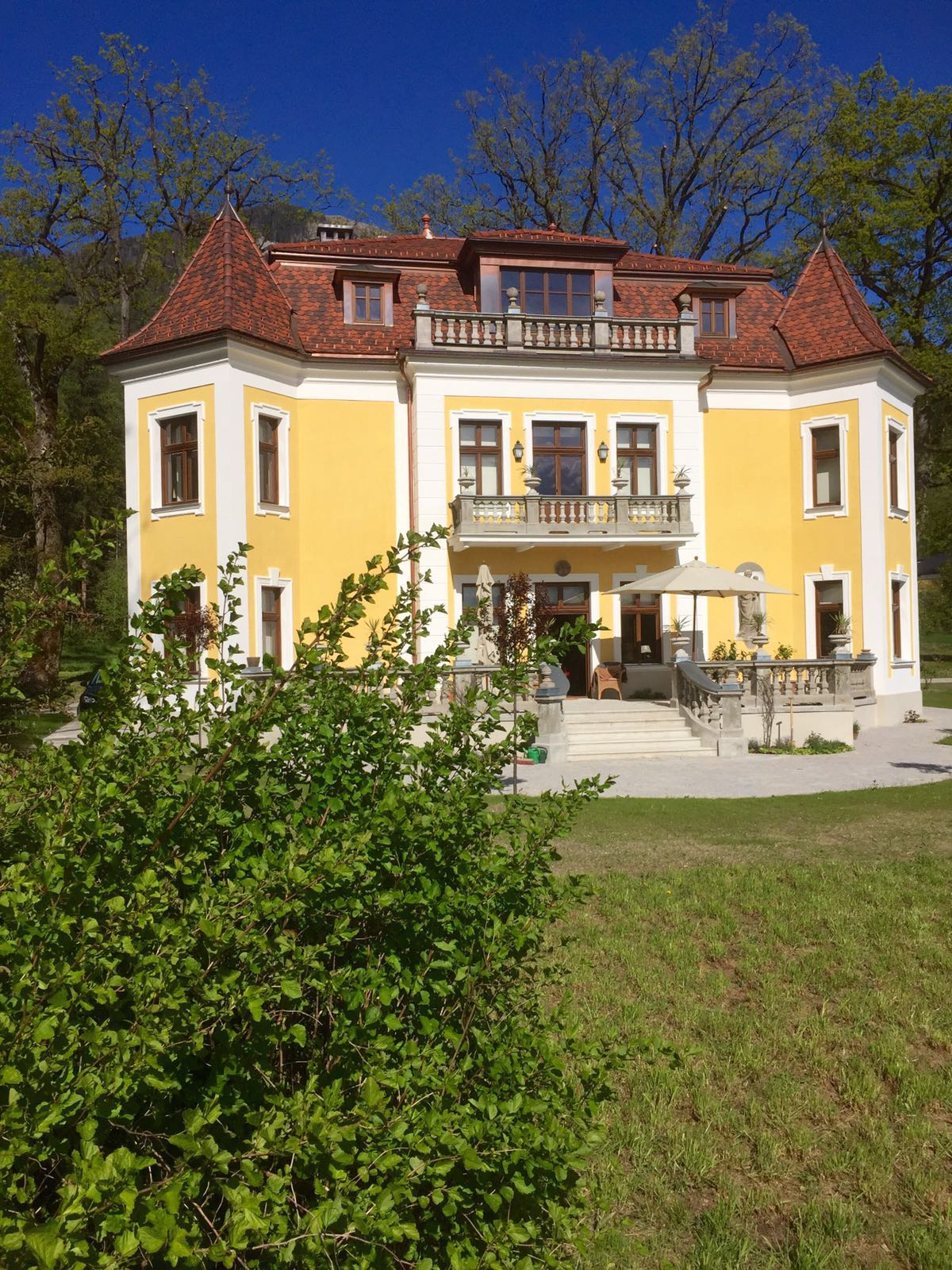
Villa Erlenburg Frontalansicht
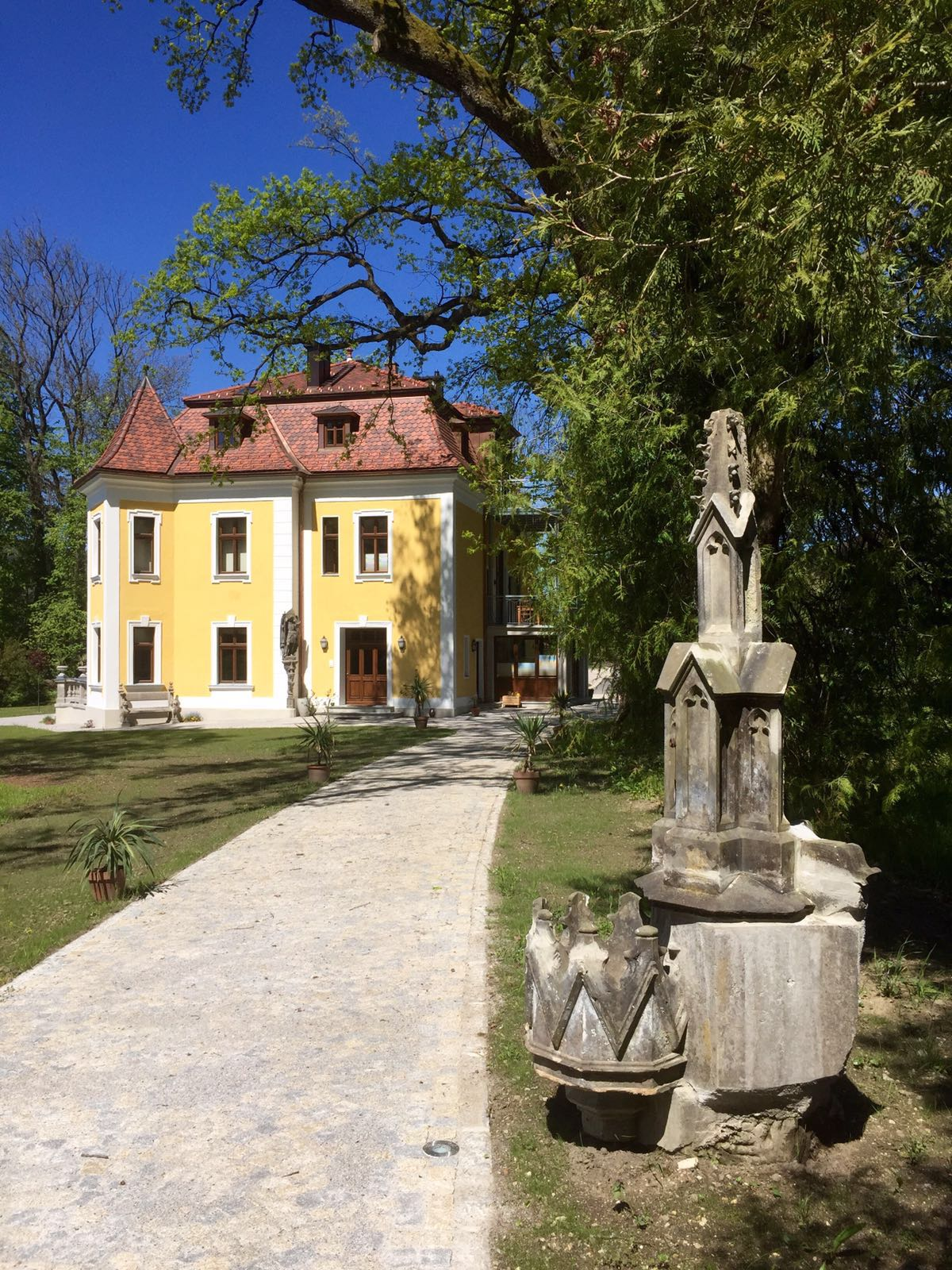
Villa Erlenburg Seitenansicht
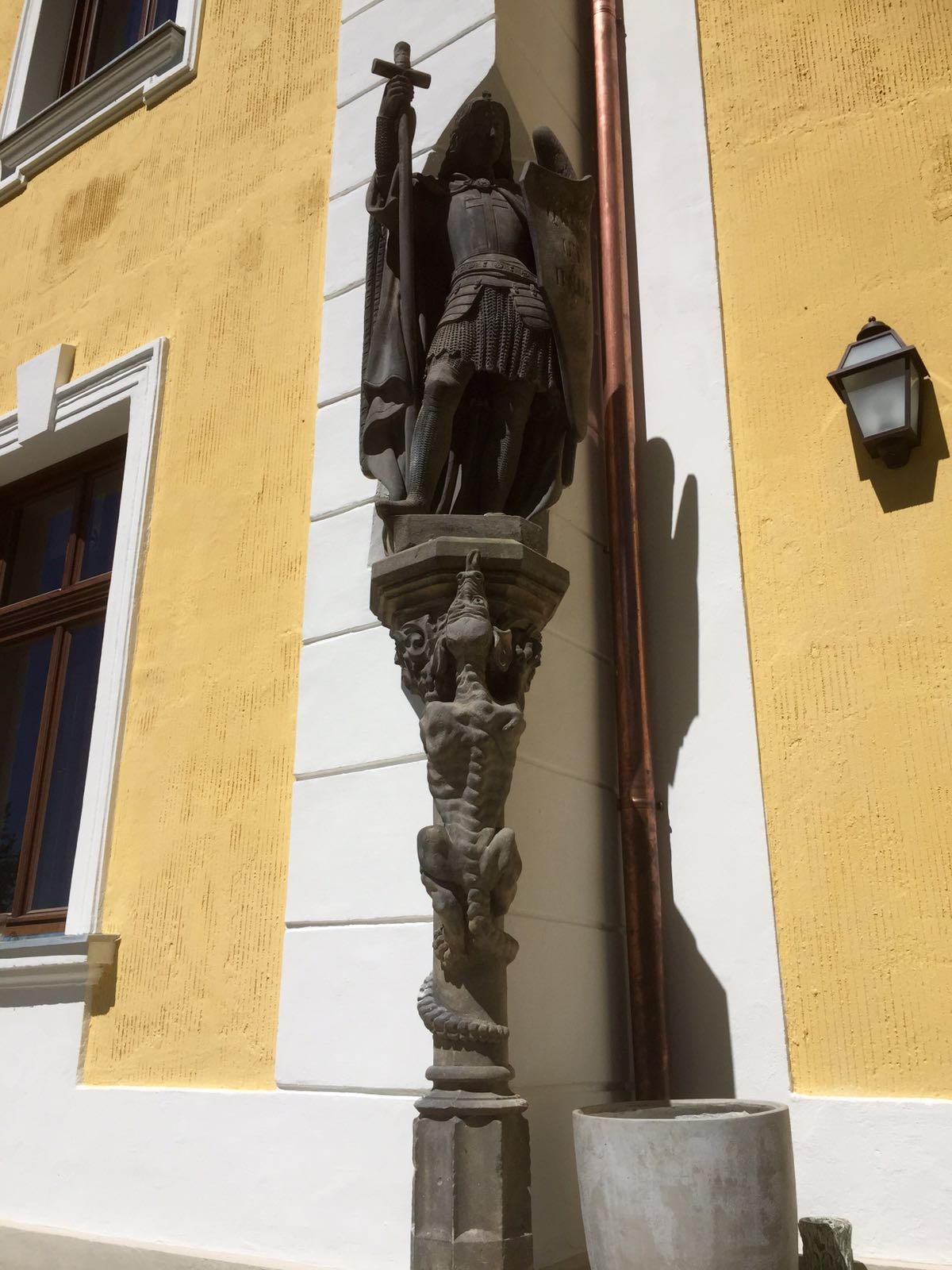
Erzengel Michael (Emmanuel Max von Wachstein)
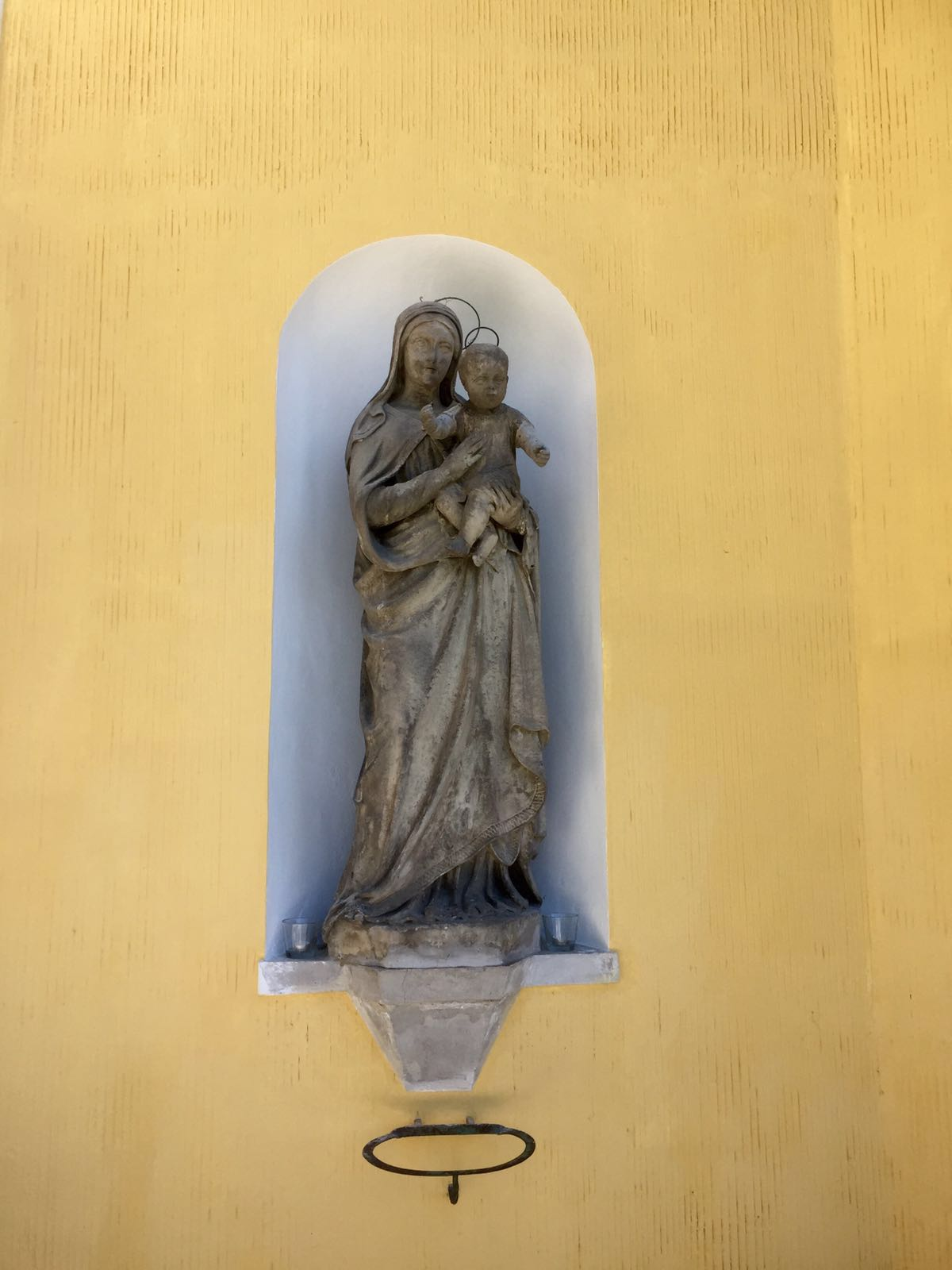
Mutter Gottes mit Kind (Emmanuel Max von Wachstein)
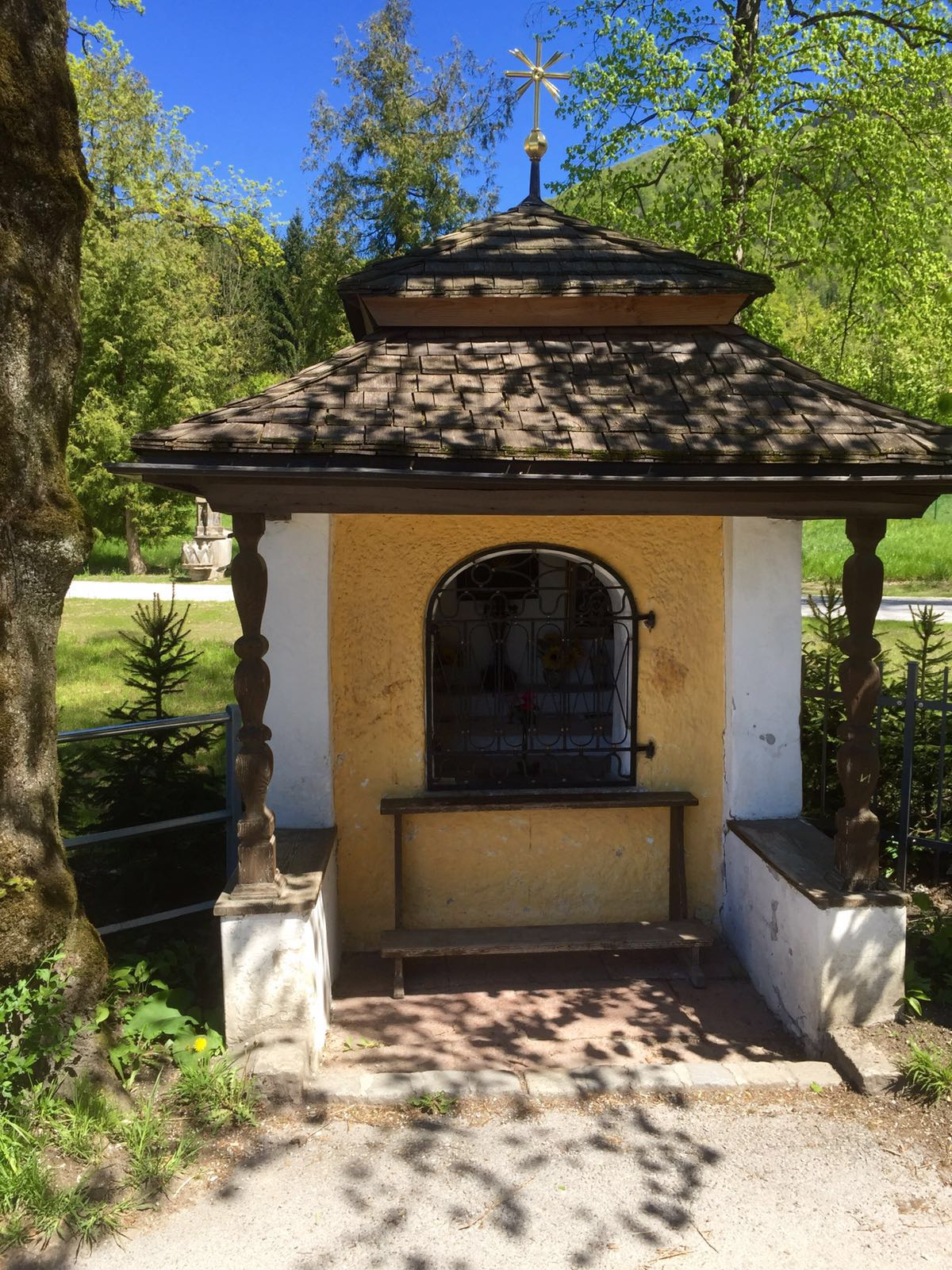
Gänsbrunnkapelle
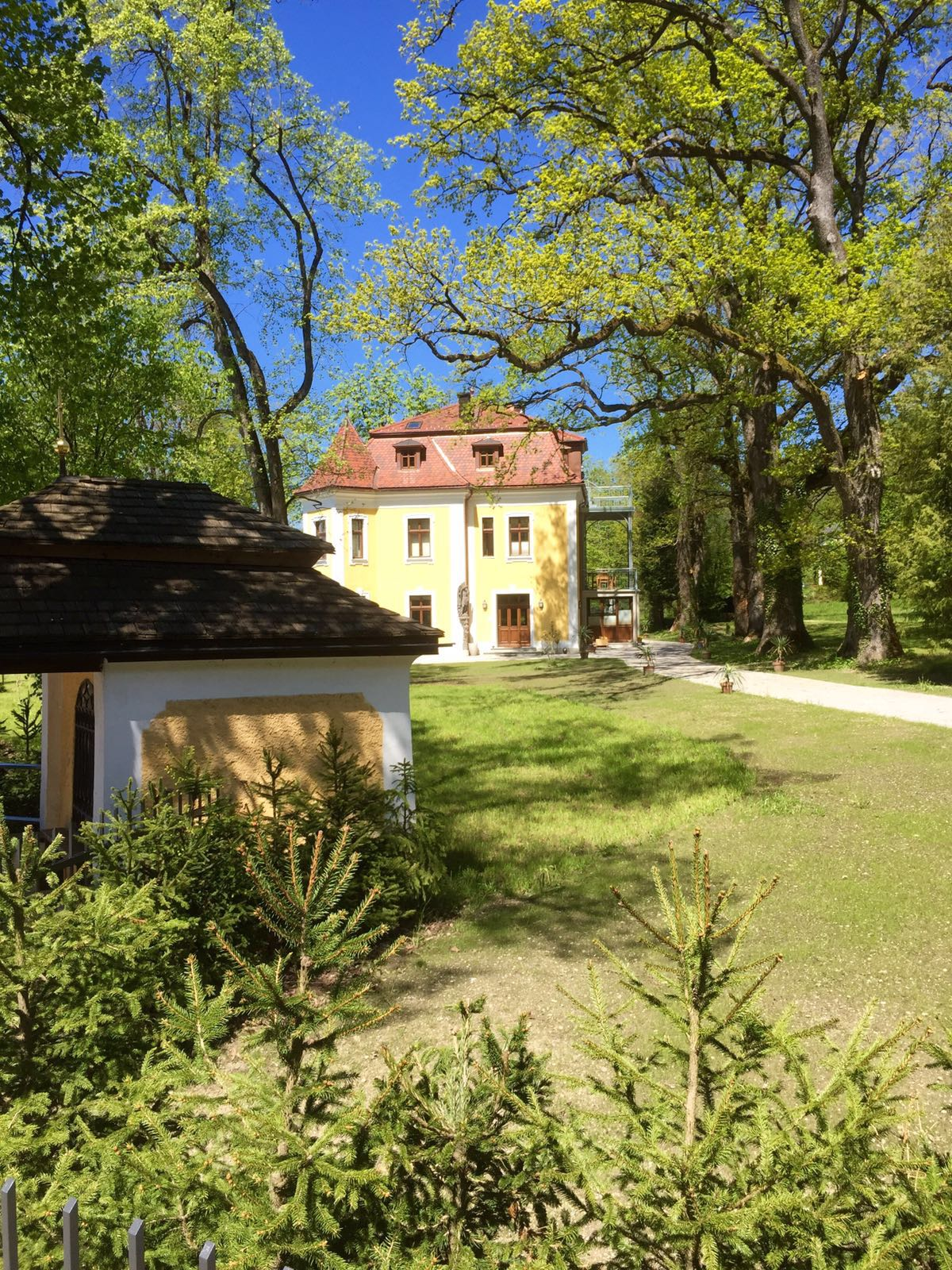
Villa Erlenburg mit Gänsbrunnkapelle und Park